# Dyskografia Guns N’ Roses
Poniższy artykuł przedstawia listę wydawnictw zespołu rockowego Guns N’ Roses, który powstał w Los Angeles w 1985 roku. W skład zespołu weszli członkowie dwóch zespołów Hollywood Rose i L.A. Guns. Zespół wydał sześć albumów studyjnych, jeden album zawierający interpretacje utworów innych wykonawców, jeden album koncertowy, dwie kompilacje, trzy minialbumy, trzy wideogramy, dwadzieścia dwa single oraz siedemnaście teledysków. Guns N’ Roses sprzedało ponad 100 mln płyt na świecie, w tym 46 mln w samych Stanach Zjednoczonych.

## Albumy studyjne
| Rok                            | Tytuł                                                                                               | Pozycja na liście | Pozycja na liście | Pozycja na liście | Pozycja na liście | Pozycja na liście | Pozycja na liście | Pozycja na liście | Pozycja na liście | Pozycja na liście | Pozycja na liście | Pozycja na liście | Pozycja na liście | Certyfikaty |
| Rok                            | Tytuł                                                                                               | US                | AUS               | AUT               | CAN               | FIN               | IRE               | NLD               | NOR               | SPA               | SWE               | SWI               | UK                | Certyfikaty |
| ------------------------------ | --------------------------------------------------------------------------------------------------- | ----------------- | ----------------- | ----------------- | ----------------- | ----------------- | ----------------- | ----------------- | ----------------- | ----------------- | ----------------- | ----------------- | ----------------- | --- |
| 1987                           | Appetite for Destruction - Data: 21 lipca 1987 - Wydawca: Geffen (#24148) - Format: CD, LP, CS      | 1                 | 7                 | 3                 | 3                 | 4                 | 11                | 53                | 9                 | —                 | 32                | 7                 | 5                 | - US: 18× platyna - UK: 2× platyna - GER: platyna - CAN: diament - NL: platyna - MEX: złoto - ARG: 3× platyna - SWZ: platyna - FIN: złoto - AU: platyna - BRA: platyna                               |
| 1988                           | G N’ R Lies - Data: 29 listopada 1988 - Wydawca: Geffen (#24198) - Format: CD, LP, CS               | 2                 | 18                | 10                | 13                | —                 | —                 | —                 | 6                 | —                 | 7                 | 15                | 22                | - US: 5× platyna - UK: złoto - GER: złoto - ARG: platyna - AU: złoto - BRA: złoto |
| 1991                           | Use Your Illusion I - Data: 17 września 1991 - Wydawca: Geffen (#24415) - Format: CD, LP, CS        | 2                 | 2                 | 2                 | 1                 | 2                 | 28                | 21                | 3                 | 46                | 3                 | 3                 | 2                 | - US: 7× platyna - UK: platyna - GER: 2× platyna - CAN: diament - NL: 2× platyna - MEX: platyna - ARG: 5× platyna - SWZ: 2× platyna - NOR: 2× platyna - FIN: platyna - AU: 2× platyna - BRA: platyna |
| 1991                           | Use Your Illusion II - Data: 17 września 1991 - Wydawca: Geffen (#24420) - Format: CD, LP, CS       | 1                 | 1                 | 1                 | 1                 | 3                 | 29                | 18                | 2                 | 61                | 4                 | 2                 | 1                 | - US: 7× platyna - UK: platyna - GER: 5× złoto - CAN: 9× platyna - NL: platyna - MEX: platyna - ARG: 6× platyna - SWZ: 3× platyna - NOR: 2× platyna - FIN: platyna - AU: 2× platyna - BRA: platyna   |
| 1993                           | The Spaghetti Incident? - Data: 23 listopada 1993 - Wydawca: Geffen (#24617) - Format: CD, LP, CS   | 4                 | 1                 | 4                 | 3                 | —                 | —                 | 4                 | 2                 | —                 | 2                 | 3                 | 2                 | - US: platyna - UK: złoto - GER: złoto - CAN: 3× platyna - NL: platyna - SWZ: złoto - NOR: platyna - FIN: złoto - AU: złoto - BRA: platyna                                                           |
| 2008                           | Chinese Democracy - Data: 23 listopada 2008 - Wydawca: Geffen (#0602517906075) - Format: CD, LP, DL | 3                 | 3                 | 3                 | 1                 | 1                 | 3                 | 4                 | 2                 | 8                 | 4                 | 1                 | 2                 | - US: platyna - EU: platyna - GER: złoto - AUS: platyna - ARG: platyna - FIN: platyna - RUS: złoto - POL: platyna                                                                                    |
| "–" pozycja nie była notowana. | |                   |                   |                   |                   |                   |                   |                   |                   |                   |                   |                   |                   | |

## Albumy koncertowe
| Rok  | Tytuł                                                                                       | Pozycja na liście | Pozycja na liście | Pozycja na liście | Pozycja na liście | Pozycja na liście | Pozycja na liście | Pozycja na liście | Pozycja na liście | Pozycja na liście | Pozycja na liście | Certyfikaty                                            |
| Rok  | Tytuł                                                                                       | US                | AUT               | FIN               | IRE               | NED               | NOR               | NZ                | SPA               | SWE               | SWI               | Certyfikaty                                            |
| ---- | ------------------------------------------------------------------------------------------- | ----------------- | ----------------- | ----------------- | ----------------- | ----------------- | ----------------- | ----------------- | ----------------- | ----------------- | ----------------- | ------------------------------------------------------ |
| 1999 | Live Era ’87–’93 - Data: 23 listopada 1999 - Wydawca: Geffen (#490514) - Format: CD, LP, CS | 45                | 29                | 29                | 49                | 16                | 17                | 32                | 96                | 49                | 31                | - US: złoto - CAN: platyna - ARG: platyna - BRA: złoto |

## Kompilacje
| Rok                            | Tytuł                                                                        | Pozycja na liście | Pozycja na liście | Pozycja na liście | Pozycja na liście | Pozycja na liście | Pozycja na liście | Pozycja na liście | Pozycja na liście | Pozycja na liście | Pozycja na liście | Pozycja na liście | Pozycja na liście | Pozycja na liście | Pozycja na liście | Pozycja na liście | Certyfikaty |
| Rok                            | Tytuł                                                                        | US                | AUS               | AUT               | DEN               | FIN               | IRE               | ITA               | NED               | NOR               | NZ                | POR               | SPA               | SWE               | SWI               | UK                | Certyfikaty |
| ------------------------------ | ---------------------------------------------------------------------------- | ----------------- | ----------------- | ----------------- | ----------------- | ----------------- | ----------------- | ----------------- | ----------------- | ----------------- | ----------------- | ----------------- | ----------------- | ----------------- | ----------------- | ----------------- | --- |
| 1998                           | Use Your Illusion - Data: 25 sierpnia 1998 - Wydawca: Geffen - Format: CD    | —                 | N/A               | N/A               | N/A               | N/A               | N/A               | N/A               | N/A               | N/A               | N/A               | N/A               | N/A               | N/A               | N/A               | N/A               | |
| 2004                           | Greatest Hits - Data: 23 marca 2004 - Wydawca: Geffen (9862108) - Format: CD | 3                 | 6                 | 1                 | 4                 | 1                 | 1                 | 2                 | 3                 | 1                 | 1                 | 7                 | 26                | 2                 | 2                 | 1                 | - US: 4× platyna - EU: 3× platyna - UK: 3× platyna - GER: platyna - CAN: 2× platyna - AUS: 3× platyna - NL: platyna - MEX: złoto - ARG: 2× platyna - SWZ: platyna - FIN: platyna - AU: złoto - BRA: złoto - POL: 3× platyna |
| "–" pozycja nie była notowana. |                                                                              |                   |                   |                   |                   |                   |                   |                   |                   |                   |                   |                   |                   |                   |                   |                   | |

## Minialbumy
| Rok  | Tytuł                                                                                          | Uwagi                                      |
| ---- | ---------------------------------------------------------------------------------------------- | ------------------------------------------ |
| 1986 | Live ?!*@ Like a Suicide - Data: 16 grudnia 1986 - Wydawca: UZI Suicide (USR-001) - Format: LP | - wydany tylko w USA - nakład 10 000 kopii |
| 1988 | Guns N’ Roses (EP) - Data: 1988 - Wydawca: Geffen (25XD-977) - Format: LP, CD                  | - wydany tylko w Japonii                   |
| 1993 | Civil War (EP) - Data: 24 maja 1993 (GFSTD 43) - Wydawca: Geffen - Format: CD                  | - limitowany nakład                        |

## Single
| Rok                            | Tytuł                       | Pozycja na liście | Pozycja na liście | Pozycja na liście | Pozycja na liście | Pozycja na liście | Pozycja na liście | Pozycja na liście | Pozycja na liście | Pozycja na liście | Pozycja na liście | Pozycja na liście | Pozycja na liście | Pozycja na liście | Pozycja na liście | Pozycja na liście | Album                                 |
| Rok                            | Tytuł                       | US                | US Main.          | AUS               | AUT               | DEN               | FIN               | FRA               | IRE               | ITA               | NLD               | NOR               | NZ                | SWE               | SWI               | UK                | Album                                 |
| ------------------------------ | --------------------------- | ----------------- | ----------------- | ----------------- | ----------------- | ----------------- | ----------------- | ----------------- | ----------------- | ----------------- | ----------------- | ----------------- | ----------------- | ----------------- | ----------------- | ----------------- | ------------------------------------- |
| 1987                           | „It’s So Easy”              | —                 | —                 | —                 | —                 | —                 | —                 | —                 | —                 | —                 | —                 | —                 | —                 | —                 | —                 | 84                | Appetite for Destruction              |
| 1987                           | „Welcome to the Jungle”     | 7                 | 37                | 37                | —                 | —                 | —                 | —                 | 14                | —                 | —                 | —                 | 6                 | —                 | —                 | 24                | Appetite for Destruction              |
| 1988                           | „Sweet Child O’ Mine”       | 1                 | 7                 | 11                | —                 | —                 | —                 | —                 | 4                 | —                 | 26                | —                 | 5                 | 27                | 15                | 6                 | Appetite for Destruction              |
| 1989                           | „Paradise City”             | 5                 | 14                | 48                | —                 | —                 | —                 | —                 | 1                 | —                 | 4                 | 4                 | 2                 | 3                 | 7                 | 6                 | Appetite for Destruction              |
| 1989                           | „Nightrain”                 | 93                | 26                | 74                | —                 | —                 | —                 | —                 | 2                 | —                 | —                 | —                 | 21                | —                 | —                 | 17                | Appetite for Destruction              |
| 1989                           | „Patience”                  | 4                 | 7                 | 16                | —                 | —                 | —                 | —                 | 2                 | —                 | 4                 | —                 | 4                 | —                 | 16                | 10                | GN'R Lies                             |
| 1991                           | „You Could Be Mine”         | 29                | 3                 | 3                 | 8                 | —                 | —                 | 8                 | 2                 | —                 | 5                 | 2                 | 2                 | 2                 | 2                 | 3                 | Use Your Illusion II                  |
| 1991                           | „Don’t Cry”                 | 10                | 3                 | 5                 | —                 | —                 | —                 | 25                | 1                 | —                 | 6                 | 2                 | 2                 | 9                 | 3                 | 8                 | Use Your Illusion I                   |
| 1991                           | „Live and Let Die”          | 33                | 20                | 10                | 27                | —                 | —                 | 39                | 5                 | —                 | 12                | 3                 | 1                 | 15                | 19                | 5                 | Use Your Illusion I                   |
| 1992                           | „November Rain”             | 3                 | 15                | 5                 | 27                | —                 | —                 | 18                | 3                 | —                 | 4                 | 7                 | 7                 | 38                | 8                 | 4                 | Use Your Illusion I                   |
| 1992                           | „Knockin’ on Heaven’s Door” | —                 | 18                | 12                | 3                 | —                 | —                 | 7                 | 1                 | —                 | 1                 | 6                 | 2                 | 10                | 5                 | 2                 | Use Your Illusion II                  |
| 1992                           | „Yesterdays”                | 72                | 13                | 14                | 18                | —                 | —                 | —                 | 5                 | —                 | 6                 | 5                 | 7                 | 16                | 19                | 8                 | Use Your Illusion II                  |
| 1993                           | „Civil War”                 | —                 | 4                 | 45                | —                 | —                 | —                 | —                 | —                 | —                 | 16                | 10                | 27                | —                 | —                 | 11                | Use Your Illusion II                  |
| 1993                           | „Ain’t It Fun”              | —                 | 8                 | —                 | —                 | —                 | —                 | —                 | 14                | —                 | 22                | 3                 | 36                | 5                 | 15                | 9                 | „The Spaghetti Incident?”             |
| 1994                           | „Estranged”                 | —                 | 16                | 40                | —                 | —                 | —                 | —                 | —                 | —                 | —                 | —                 | 28                | 26                | 41                | —                 | Use Your Illusion II                  |
| 1994                           | „Since I Don’t Have You”    | 69                | —                 | 47                | —                 | —                 | —                 | 28                | 16                | —                 | —                 | —                 | 48                | 40                | —                 | 10                | The Spaghetti Incident?               |
| 1994                           | „Hair of the Dog”           | —                 | 11                | —                 | —                 | —                 | —                 | —                 | —                 | —                 | —                 | —                 | —                 | —                 | —                 | —                 | The Spaghetti Incident?               |
| 1994                           | „Sympathy for the Devil”    | 55                | 10                | 12                | 17                | —                 | —                 | 15                | 5                 | —                 | 9                 | 5                 | 13                | 7                 | 15                | 9                 | Wywiad z wampirem (ścieżka dźwiękowa) |
| 1999                           | „Oh My God”                 | —                 | 26                | —                 | —                 | —                 | —                 | —                 | —                 | —                 | —                 | —                 | —                 | —                 | —                 | —                 | End of Days (ścieżka dźwiękowa)       |
| 2008                           | „Chinese Democracy”         | 34                | 5                 | 54                | 26                | 23                | 3                 | —                 | 3                 | 7                 | 15                | 1                 | 27                | 2                 | 11                | 27                | Chinese Democracy                     |
| 2008                           | „Better”                    | —                 | 18                | —                 | —                 | —                 | —                 | —                 | —                 | —                 | —                 | —                 | —                 | —                 | —                 | —                 | Chinese Democracy                     |
| "–" pozycja nie była notowana. |                             |                   |                   |                   |                   |                   |                   |                   |                   |                   |                   |                   |                   |                   |                   |                   |                                       |

## Wideografia
| Rok  | Tytuł |
| ---- | --- |
| 1992 | Use Your Illusion I - Data: grudzień 1992 - Wydawca: Geffen (GEFV 39521) - Format: VHS, DVD (2003)          |
| 1992 | Use Your Illusion II - Data: grudzień 1992 - Wydawca: Geffen (GEFV 39522) - Format: VHS, DVD (2003)         |
| 1998 | Welcome to the Videos - Data: 27 października 1998 - Wydawca: Geffen (GEFV 39557) - Format: VHS, DVD (2003) |

## Teledyski
| Rok  | Tytuł                          | Reżyseria                                  |
| ---- | ------------------------------ | ------------------------------------------ |
| 1987 | „It’s So Easy"                 | Nigel Dick                                 |
| 1987 | „Welcome to the Jungle"        | Nigel Dick                                 |
| 1987 | „Sweet Child o' Mine"          | Nigel Dick                                 |
| 1988 | „Paradise City”                | Nigel Dick                                 |
| 1989 | „Patience"                     | Nigel Dick                                 |
| 1991 | „You Could Be Mine"            | Jeffrey Abelson Andy Morahan Stan Winston  |
| 1991 | „Don’t Cry” (original version) | Andy Morahan                               |
| 1991 | „Live and Let Die"             | Josh Richman                               |
| 1992 | „November Rain"                | Andy Morahan                               |
| 1992 | „Knockin’ on Heaven’s Door"    | Andy Morahan                               |
| 1992 | „Yesterdays"                   | Andy Morahan                               |
| 1992 | „Garden of Eden"               | Andy Morahan                               |
| 1993 | „The Garden"                   | Del James                                  |
| 1993 | „Dead Horse"                   | Axl Rose Slash Duff McKagan Louis Marciano |
| 1993 | „Civil War”                    | ?                                          |
| 1994 | „Estranged"                    | Andy Morahan                               |
| 1994 | „Since I Don’t Have You"       | Sante D’Orazio                             |